# Polyfyletisk gruppe
En polyfyletisk gruppe betegner inden for fylogenetisk systematik en gruppe organismer, som indeholder nogle, men ikke alle efterkommere af flere stamformer. Et eksempel på en polyfyletisk gruppe er 'dyr med vinger': Flagermus, fugle, flyveøgler og insekter har alle vinger, selv om de ikke er i familie med hinanden, og de vil derfor tilsammen udgøre en polyfyletisk gruppe. Den praktiske betydning er, at vinger er udviklet flere gange (konvergent udvikling). 
| Biologi | Spire Denne artikel om biologi er en spire som bør udbygges. Du er velkommen til at hjælpe Wikipedia ved at udvide den. |